# 596 TCN
596 TCN là một năm trong lịch La Mã.